# Ольжині дуби
Ольжині дуби — ботанічна пам'ятка природи місцевого значення в Звенигородському районі Черкаської області.

## Опис
Площа 0,02 га. Як об'єкт природно-заповідного фонду створено рішенням Черкаської обласної ради від 10.09.2021 № 8-31/VIII.
Розташовано в Звенигородському районі, у кв. 3 вид. 1 Вільхівецького лісництва.
Під охороною три вікових дерева дуба звичайного (Quercus robur L.):
- дуб № 1 — обхват стовбура 285 см, висота близько 27 м, вік 200—220 років.
- дуб № 2 — обхват стовбура 193 см, висота близько 23 м, вік 120—140 років.
- дуб № 3 — обхват стовбура 310 см, висота близько 27 м, вік 200—220 років.

У місцях зростання дубів серед трав'янистих рослин домінують ряст порожнистий та кінський часник черешковий.
Землекористувач та землевласник — ДП Звенигородське лісове господарство.

## Галерея

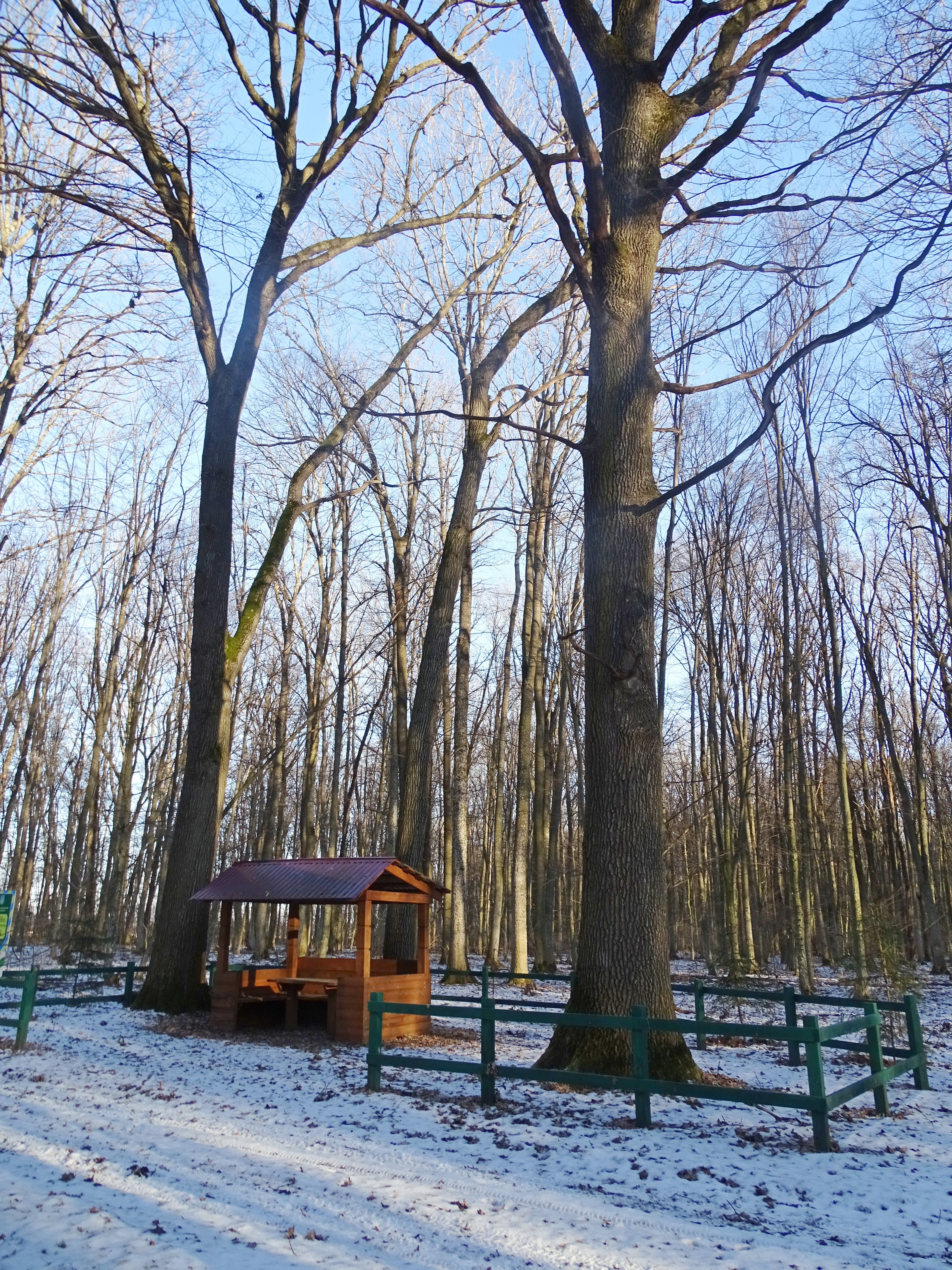
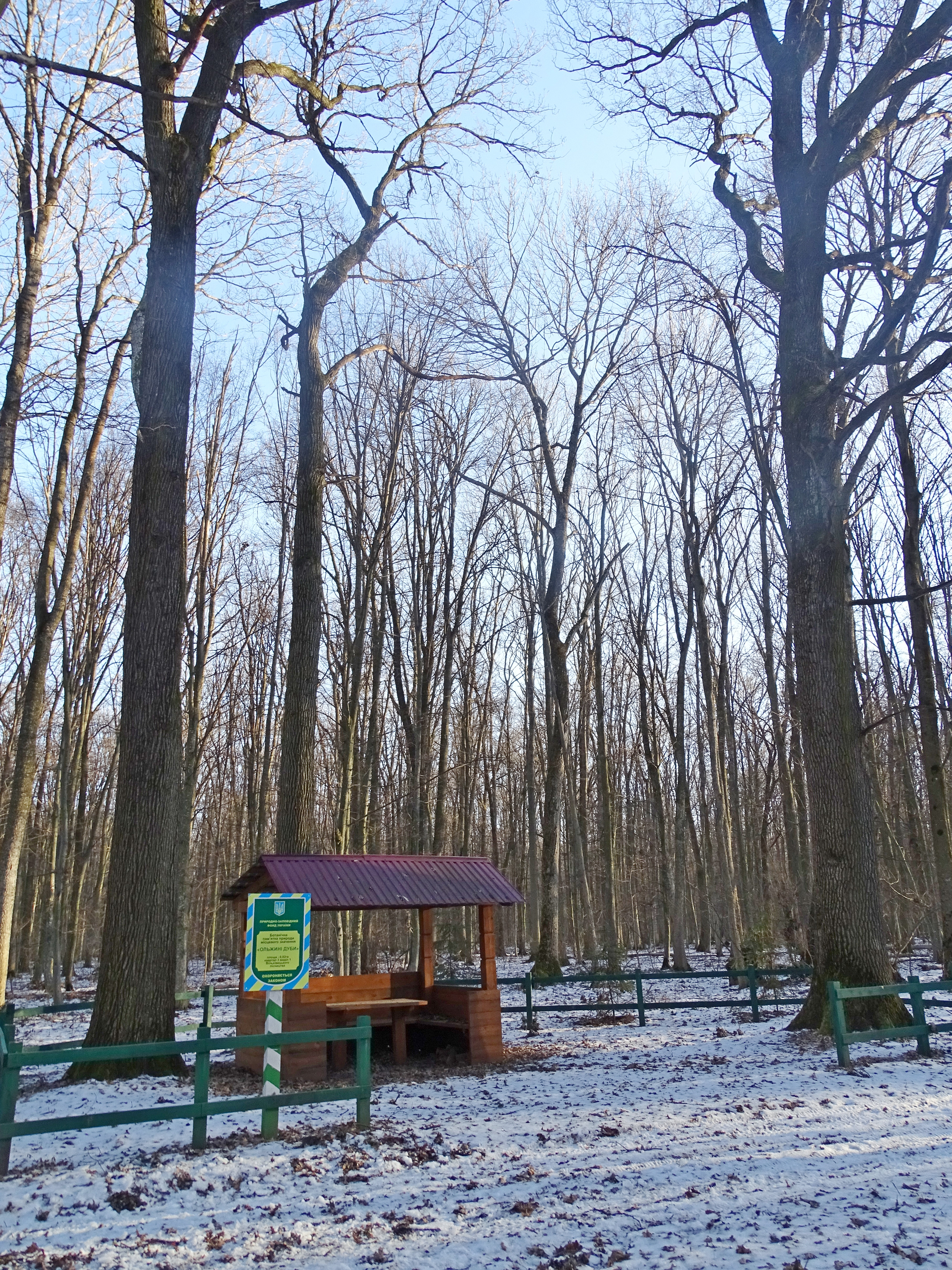
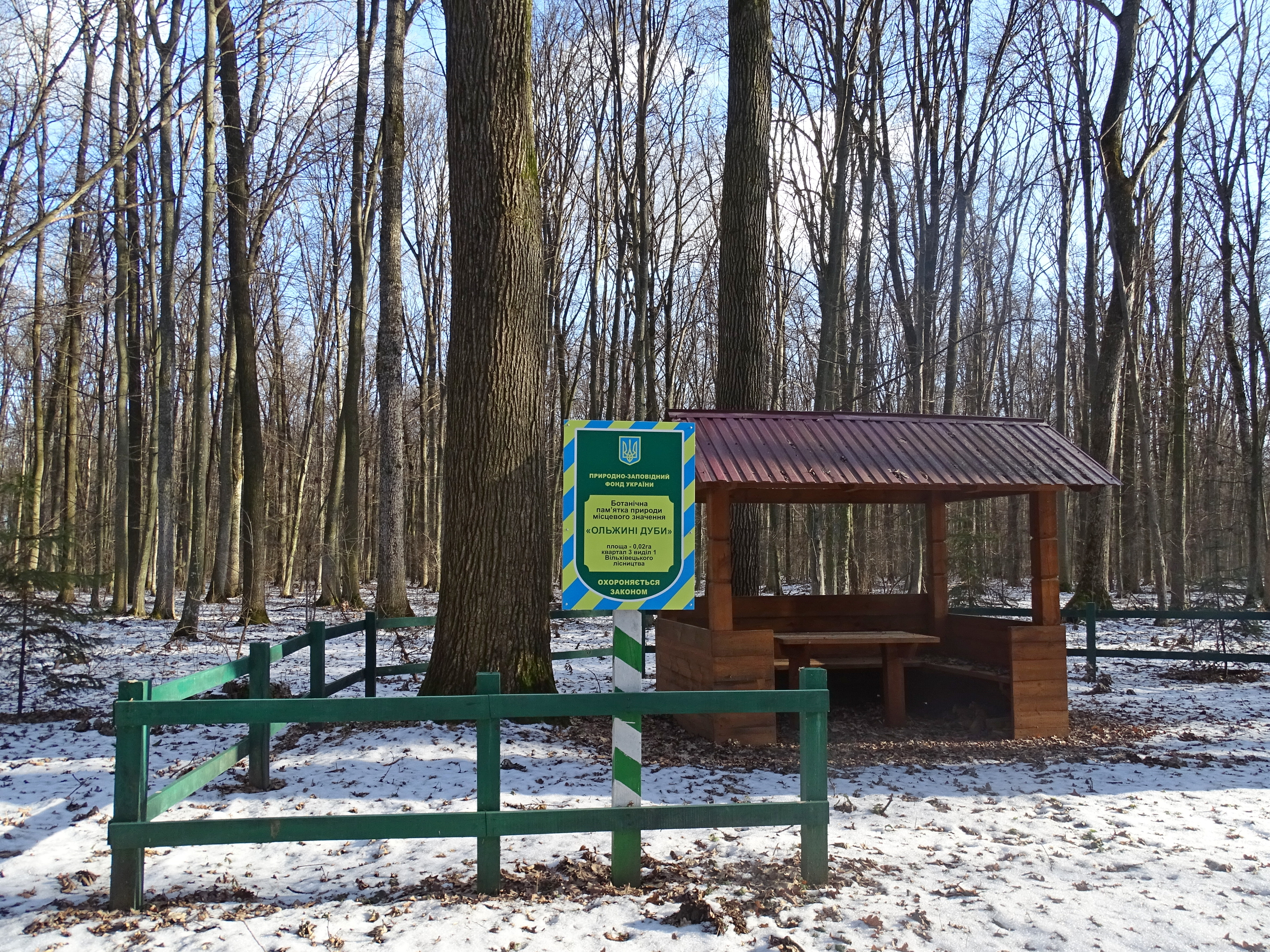